# Glodavci
Glodavci (Rodentia) su najveći red sisavaca. Ova skupina broji oko 2.270 vrsta, što čini oko 42% svih vrsta sisavaca. Žive širom svijeta i naseljavaju velik broj vrlo različitih okoliša. Veličina tijela se od vrste do vrste razlikuje od oko 5 cm velikog afričkog patuljastog miša pa do oko 130 cm velikog vodenprasca (kapibare), no većina vrsta je veliko između 8 i 35 cm. 

## Anatomija
Oblik tijela je uglavnom vrlo sličan osim malog broja iznimki koji su zbog prilagođavanja posebnim uvjetima u okolišu u kojem žive razvili i neke posebne tjelesne osobine (odskočne noge, noge za kopanje, letne kožice i sl.).

## Zubalo
Najvažnija osobina zubala glodavaca su povećani sjekutići u gornjoj i donjoj čeljusti.
Trajno zubalo glodavaca ima 16 ili 20 zubi. Imaju u svakoj polovici čeljusti po jedan sjekutić (Dens incisivus), koji nazivaju još i "zub glodnjak". Donji sjekutići su najčešće duži od gornjih. Iza njih dolazi prazan prostor koji se zove Diastema, a očnjaci im nisu razvijeni.
Najčešće ne dolazi do promjene zubi, samo životinje iz nadporodice (Cavioidea), (zamorčići, činčile) imaju mliječne zube, ali ih trajni zubi zamjenjuju još prije koćenja.
Zubi glodavaca u pravilu nemaju korijen. Prema mjestu izrasta zuba imaju zubnu šupljinu i rastu tijekom cijelog života. Za razliku od njih, kutnjaci imaju ograničen rast. Iznimka su ponovo (Cavioidea), koji imaju sve zube bez korijena, pa pošto su omiljeni kućni ljubimci, treba im redovno kontrolirati i kutnjake. Kod svih glodavaca se lijeva i desna strana zubala ne razlikuju.

## Način života
Većina glodavaca su noćne životinje ili su aktivne u sumrak, ali ih se može sresti i po danu. Žive pojedinačno ili u grupama koje ponekad mogu imati i više od 100 jedinki. Glodavci žive u svim okolišima ukljućujući i visoke dijelove stabala, gdje živi leteća vjeverica. Nema ih jedino na Antarktici i nekim manjim otocima kao niti u moru. 
Glodavci i zecoliki su razvili naročit oblik prilagodbe na biljnu prehranu, Caecotrofiju. Uz drugu hranu, ponovo jedu i određeni dio vlastitog izmeta, pa na taj način hrana dvaput prolazi kroz probavni sustav.  